# IDAS

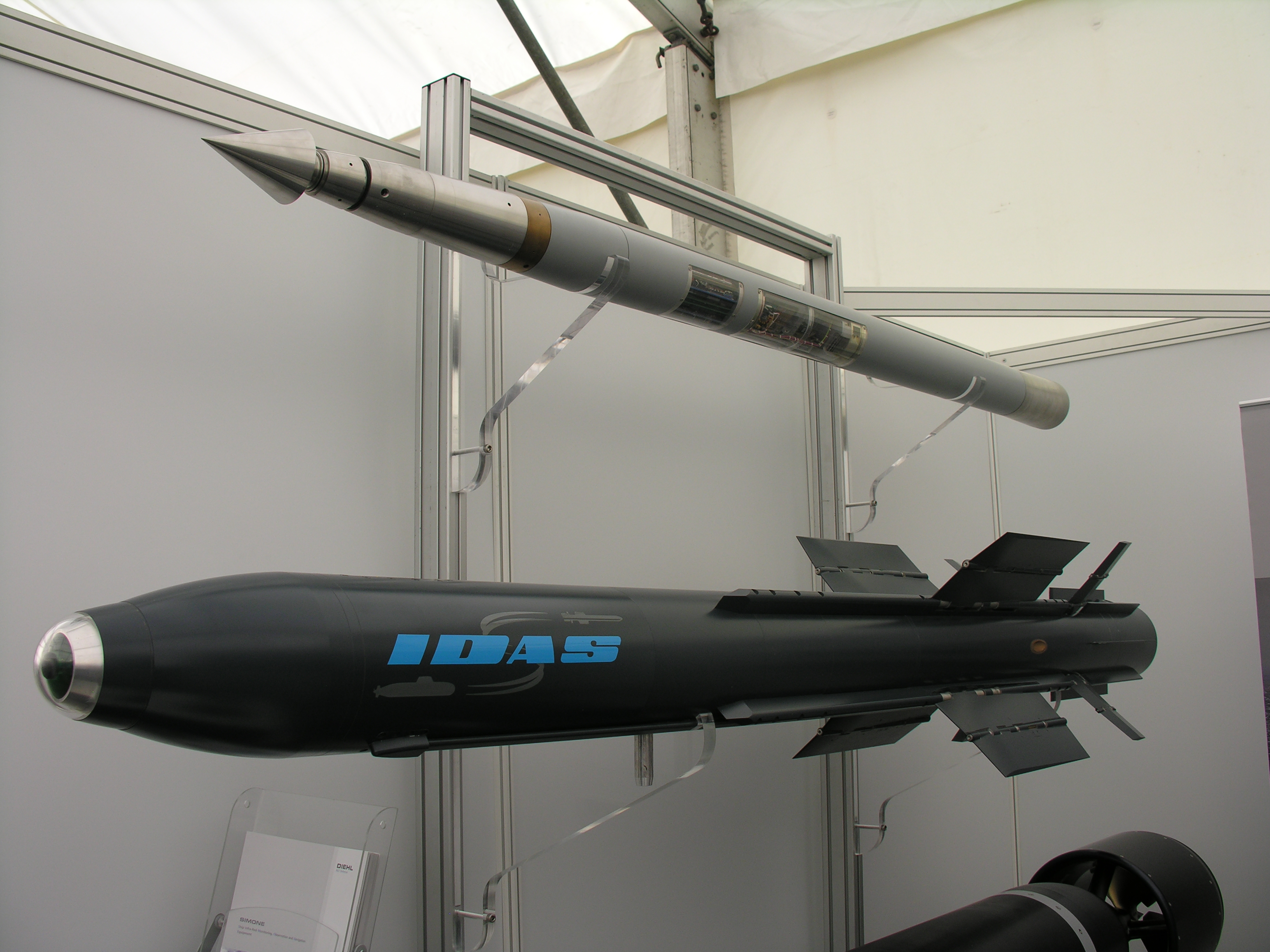
Ракета підводного старту IDAS та торпеда Барракуда на виставці TechDemo'08, 2008

IDAS (нім. Interactive Defence and Attack System for Submarines) — багатофункціональна ракета підводного старту, розроблена німецькою фірмою Arge IDAS .

## Характеристики
IDAS призначена для озброєння малих підводних човнів. Відмінною рисою її є можливість ураження не тільки кораблів (режим «море-море»), а й об'єктів на суходолі (режим «море-земля») й навіть повітряних цілей, зокрема вертольотів (режим «море-повітря»).
Дальність польоту становить приблизно 20 км. При цьому ракета стартує з носових пускових апаратів, частину свого руху здійснює під водою, що запобігає демаскуванню підводного човна, й після виходу на поверхню — рухається у повітрі.
Ракета оснащена інфрачервоною ГСН. Довжина ракети — 2,5 м, калібр — 240 мм, діаметр — 180 мм, стартова маса — 120 кг.